# Машина его мечты
«Машина его мечты» — кинофильм.

## Сюжет
В качестве награды от брошенной миллионерши Дэвид получает «Порше» (ценой 100 000 долларов) её неверного мужа. Ни она, ни Дэвид не знают, что тело мужа находится в этом самом «Порше». Убийца пытается вернуть тело до того, как это выяснится.